# Lista över E-nummer
Detta är en lista över E-nummer och namnet på tillsatsen.

## Livsmedelsfärgämnen
| Nr    | Ämne                                                | Färg                                                         | Funktion                                                | Anmärkning |
| ----- | --------------------------------------------------- | ------------------------------------------------------------ | ------------------------------------------------------- | --- |
| E100  | Kurkumin                                            | Gul-gulorange                                                |                                                         | |
| E101  | Riboflavin, riboflavin-5'-fosfat                    | Gul Gul-orange                                               | Näringsämne                                             | |
| E102  | Tartrazin                                           | Gul                                                          |                                                         | |
| E103  | Chrysoin                                            | Gul                                                          |                                                         | |
| E104  | Kinolingult                                         | Gul                                                          |                                                         | |
| E105  | Syragult                                            | Gul                                                          |                                                         | |
| E106  | Flavinmononukleotid Riboflavin-5-fosfat             | Gul                                                          |                                                         | |
| E107  | Gul 2G                                              | Gul                                                          |                                                         | |
| E110  | Para-orange                                         | Gul-orange                                                   |                                                         | |
| E120  | Karmin                                              | Röd                                                          |                                                         | |
| E122  | Azorubin Karmosin                                   | Röd                                                          |                                                         | |
| E123  | Amarant                                             | Röd Röd-brun                                                 |                                                         | |
| E124  | Nykockin                                            | Röd                                                          |                                                         | |
| E127  | Erytrosin                                           | Röd                                                          |                                                         | |
| E128  | Röd 2G                                              | Röd                                                          |                                                         | 2007 förbjuden i Europeiska unionen.                                                                                                |
| E129  | Allurarött AC                                       | Röd                                                          |                                                         | |
| E131  | Patentblått V                                       | Blå                                                          |                                                         | |
| E132  | Indigotin/Indokamin                                 | Blå                                                          |                                                         | |
| E133  | Briljantblått FCF                                   | Blå                                                          |                                                         | |
| E140  | Klorofyll, klorofylliner                            | Grön                                                         |                                                         | |
| E141  | Klorofyllkopparkomplex Klorofyllinkopparkomplex     | Blågrön till blåsvart Blå-svart                              |                                                         | |
| E142  | Grön S                                              | Grön                                                         |                                                         | |
| E143  | Patentgrönt                                         | Grön                                                         |                                                         | Bland annat använt i kosmetika. Förbjudet av livsmedelsverket sedan 2009. Kallas även "CI 42053" och en tidigare benämning är ES11. |
| E150a | Sockerkulör                                         | Röd-brun-mörkbrun-svart                                      |                                                         | |
| E150b | Sockerkulör, kaustiksulfitprocessen                 | Röd-brun-mörkbrun-svart                                      |                                                         | |
| E150c | Sockerkulör, ammoniakprocessen                      | Röd-brun-mörkbrun-svart                                      |                                                         | |
| E150d | Sockerkulör, ammoniaksulfitprocessen                | Röd-brun-mörkbrun-svart                                      |                                                         | |
| E151  | Briljantsvart BN                                    | Svart                                                        |                                                         | |
| E153  | Vegetabiliskt kol Carbo medicinalis                 | Svart                                                        |                                                         | |
| E154  | Brun FK                                             | Brun                                                         |                                                         | Annullerat p.g.a. att det ej används längre.                                                                                        |
| E155  | Brun HT                                             | Brun                                                         |                                                         | |
| E160a | Karotener, betakaroten                              | Gul Gul-orange                                               | Näringsämne                                             | |
| E160b | Annattoextrakt/bixin/norbixin                       | Gul-orange                                                   |                                                         | |
| E160c | Paprikaextrakt, Paprikaoleoresin/kapsatin/kapsorbin | Gul-orange                                                   |                                                         | |
| E160d | Lykopen                                             | Röd                                                          |                                                         | |
| E160e | Beta-apo-8'-karotenal                               | Orange-röd                                                   |                                                         | |
| E160f | Beta-apo-8'-karotensyraetylester                    | Gul-orange                                                   |                                                         | Annullerat p.g.a. att det ej används längre                                                                                         |
| E161b | Lutein                                              | Gul                                                          |                                                         | |
| E161g | Kantaxantin                                         | Gul, orange eller röd beroende på koncentrationen Orange-röd |                                                         | Annullerat p.g.a. att det ej används längre.                                                                                        |
| E161j | Astaxantin                                          | Röd-rosa                                                     |                                                         | |
| E162  | Rödbetsrött                                         | Rödbetsröd Röd                                               |                                                         | |
| E163  | Antocyaner                                          | Röd till violett Röd-blå                                     |                                                         | |
| E170  | Kalciumkarbonat                                     | Vit                                                          | Surhetsreglerande medel Näringsämne                     | |
| E171  | Titandioxid                                         | Vit                                                          | Färgämnestillsats i salladssåser, sötsaker och tuggummi | |
| E172  | Järnoxider och järnhydroxider                       | Gul, gulbrun, rödbrun, svart                                 |                                                         | |
| E173  | Aluminium                                           | Silver Silvergrå                                             |                                                         | |
| E174  | Silver                                              | Silver                                                       |                                                         | |
| E175  | Guld                                                | Gul Guld                                                     |                                                         | |
| E180  | Litolrubin BK                                       | Röd                                                          |                                                         | |

## Konserveringsmedel
| Nr    | Ämne                                         | Grupp             | Funktion                                   | Anmärkning               |
| ----- | -------------------------------------------- | ----------------- | ------------------------------------------ | ------------------------ |
| E200  | Sorbinsyra                                   | Sorbinsyra        | Konserveringsmedel                         |                          |
| E201  | Natriumsorbat                                | Sorbinsyra        | Konserveringsmedel                         |                          |
| E202  | Kaliumsorbat                                 | Sorbinsyra        | Konserveringsmedel                         |                          |
| E203  | Kalciumsorbat                                | Sorbinsyra        | Konserveringsmedel                         |                          |
| E210  | Bensoesyra                                   | Bensoesyra        | Konserveringsmedel                         |                          |
| E211  | Natriumbensoat                               | Bensoesyra        | Konserveringsmedel                         |                          |
| E212  | Kaliumbensoat                                | Bensoesyra        | Konserveringsmedel                         |                          |
| E213  | Kalciumbensoat                               | Bensoesyra        | Konserveringsmedel                         |                          |
| E214  | p-Hydroxibensoesyraetylester                 | Bensoesyra        | Konserveringsmedel                         |                          |
| E215  | p-Hydroxibensoesyraetylesterns natriumsalt   | Bensoesyra        | Konserveringsmedel                         |                          |
| E216  | p-Hydroxibensoesyrapropylester               | Bensoesyra        | Konserveringsmedel                         |                          |
| E217  | p-Hydroxibensoesyrapropylesterns natriumsalt | Bensoesyra        | Konserveringsmedel                         |                          |
| E218  | p-Hydroxibensoesyrametylester                | Bensoesyra        | Konserveringsmedel                         |                          |
| E219  | p-Hydroxibensoesyrametylesterns natriumsalt  | Bensoesyra        | Konserveringsmedel                         |                          |
| E220  | Svaveldioxid (svavelsyrlighet)               | Sulfit            | Konserveringsmedel Antioxidanter Blekmedel |                          |
| E221  | Natriumsulfit                                | Sulfit            | Konserveringsmedel Antioxidanter Blekmedel |                          |
| E222  | Natriumvätesulfit (natriumbisulfit)          | Sulfit            | Konserveringsmedel Antioxidanter Blekmedel |                          |
| E223  | Natriumdisulfit (natriumpyrosulfit)          | Sulfit            | Konserveringsmedel Antioxidanter Blekmedel |                          |
| E224  | Kaliumdisulfit (kaliumpyrosulfit)            | Sulfit            | Konserveringsmedel Antioxidanter Blekmedel |                          |
| E226  | Kalciumsulfit                                | Sulfit            | Konserveringsmedel Antioxidanter           |                          |
| E227  | Kalciumvätesulfit (kalciumbisulfit)          | Sulfit            | Konserveringsmedel Antioxidanter Blekmedel |                          |
| E228  | Kaliumvätesulfit (kaliumbisulfit)            | Sulfit            | Konserveringsmedel Antioxidanter Blekmedel |                          |
| E230  | Difenyl                                      | Fenol och formiat | Konserveringsmedel                         |                          |
| E231  | Ortofenylfenol                               | Fenol och formiat | Konserveringsmedel                         |                          |
| E232  | Natriumortofenylfenol                        | Fenol och formiat | Konserveringsmedel                         |                          |
| E234  | Nisin                                        | Fenol och formiat | Konserveringsmedel                         | Tidigare benämning ES21. |
| E235  | Natamycin                                    | Fenol och formiat | Konserveringsmedel                         |                          |
| E237  | Natriumformiat                               | Fenol och formiat | Konserveringsmedel                         |                          |
| E239  | Hexametylentetramin                          | Fenol och formiat | Konserveringsmedel                         |                          |
| E242  | Dimetyldikarbonat                            | Nitrat            | Konserveringsmedel                         |                          |
| E249  | Kaliumnitrit                                 | Nitrat            | Konserveringsmedel                         |                          |
| E250  | Natriumnitrit                                | Nitrat            | Konserveringsmedel                         |                          |
| E251  | Natriumnitrat (salpeter)                     | Nitrat            | Konserveringsmedel                         |                          |
| E252  | Kaliumnitrat (salpeter)                      | Nitrat            | Konserveringsmedel                         |                          |
| E260  | Ättiksyra                                    | Nitrat            | Konserveringsmedel Surhetsreglerande medel |                          |
| E261  | Kaliumacetat                                 | Nitrat            | Konserveringsmedel Surhetsreglerande medel |                          |
| E262  | Natriumdiacetat, natriumväteacetat           | Nitrat            | Konserveringsmedel Surhetsreglerande medel |                          |
| E263  | Kalciumacetat                                | Nitrat            | Konserveringsmedel Surhetsreglerande medel |                          |
| E270  | Mjölksyra                                    | Mjölksyra         | Konserveringsmedel Surhetsreglerande medel |                          |
| E280  | Propionsyra                                  | Mjölksyra         | Konserveringsmedel                         |                          |
| E281  | Natriumpropionat                             | Propanoat         | Konserveringsmedel                         |                          |
| E282  | Kalciumpropionat                             | Propanoat         | Konserveringsmedel                         |                          |
| E283  | Kaliumpropionat                              | Propanoat         | Konserveringsmedel                         |                          |
| E284  | Borsyra                                      | Propanoat         | Konserveringsmedel Surhetsreglerande medel | Tidigare benämnt ES22.   |
| E285  | Natriumtetraborat (borax)                    | Propanoat         | Konserveringsmedel Surhetsreglerande medel |                          |
| E290  | Koldioxid                                    | Övriga            | Konserveringsmedel                         |                          |
| E296  | Äppelsyra                                    | Övriga            | Konserveringsmedel Surhetsreglerande medel |                          |
| E297  | Fumarsyra                                    | Övriga            | Konserveringsmedel Surhetsreglerande medel |                          |
| E1105 | Lysozym                                      | Övriga            | Konserveringsmedel                         |                          |

## Antioxidationsmedel och surhetsreglerande medel
| Nr   | Ämne                                                            | Grupp                          | Funktion                                                                     | Anmärkning                                                    |
| ---- | --------------------------------------------------------------- | ------------------------------ | ---------------------------------------------------------------------------- | ------------------------------------------------------------- |
| E300 | Askorbinsyra                                                    | C-vitamin                      | Näringsämne Antioxidationsmedel Surhetsreglerande medel Mjölbehandlingsmedel |                                                               |
| E301 | Natriumaskorbat                                                 | C-vitamin                      | Antioxidationsmedel Näringsämne Surhetsreglerande medel                      |                                                               |
| E302 | Kalciumaskorbat                                                 | C-vitamin                      | Antioxidationsmedel Näringsämne Surhetsreglerande medel                      |                                                               |
| E304 | Askorbylpalmitat Askorbylstearat                                | C-vitamin                      | Antioxidationsmedel Näringsämne                                              |                                                               |
| E306 | Tokoferolrika extrakt                                           | Alfatokoferol                  | Antioxidationsmedel Näringsämne                                              |                                                               |
| E307 | Alfa-tokoferol                                                  | Alfatokoferol                  | Antioxidationsmedel Näringsämne                                              |                                                               |
| E308 | Gamma-tokoferol                                                 | Alfatokoferol                  | Antioxidationsmedel Näringsämne                                              |                                                               |
| E309 | Delta-tokoferol                                                 | Alfatokoferol                  | Antioxidationsmedel Näringsämne                                              |                                                               |
| E310 | Propylgallat                                                    | Gallussyra och Isoaskorbinsyra | Antioxidationsmedel                                                          |                                                               |
| E311 | Oktylgallat                                                     | Gallussyra och Isoaskorbinsyra | Antioxidationsmedel                                                          |                                                               |
| E312 | Dodecylgallat                                                   | Gallussyra och Isoaskorbinsyra | Antioxidationsmedel                                                          |                                                               |
| E315 | Isoaskorbinsyra                                                 | Gallussyra och Isoaskorbinsyra | Antioxidationsmedel                                                          |                                                               |
| E316 | Natriumisoaskorbat                                              | Gallussyra och Isoaskorbinsyra | Antioxidationsmedel                                                          |                                                               |
| E319 | Tertiär butylhydrokinon (TBHQ)                                  | Gallussyra och Isoaskorbinsyra | Antioxidationsmedel och surhetsreglerande medel                              |                                                               |
| E320 | Butylhydroxianisol (BHA)                                        | Mjölksyra                      | Antioxidationsmedel                                                          |                                                               |
| E321 | Butylhydroxitoluen (BHT)                                        | Mjölksyra                      | Antioxidationsmedel                                                          |                                                               |
| E322 | Lecitin                                                         | Mjölksyra                      | Emulgeringsmedel Antioxidationsmedel Tabletthjälpmedel Näringsämne           |                                                               |
| E325 | Natriumlaktat                                                   | Mjölksyra                      | Antioxidationsmedel Surhetsreglerande medel                                  |                                                               |
| E326 | Kaliumlaktat                                                    | Mjölksyra                      | Antioxidationsmedel Surhetsreglerande medel                                  |                                                               |
| E327 | Kalciumlaktat                                                   | Mjölksyra                      | Antioxidationsmedel Surhetsreglerande medel Näringsämne                      |                                                               |
| E330 | Citronsyra                                                      | Citrat och Tartrat             | Antioxidationsmedel Surhetsreglerande medel                                  |                                                               |
| E331 | Mononatriumcitrat Dinatriumcitrat Trinatriumcitrat              | Citrat och Tartrat             | Antioxidationsmedel Surhetsreglerande medel                                  |                                                               |
| E332 | Monokaliumcitrat trikaliumcitrat                                | Citrat och Tartrat             | Antioxidationsmedel Surhetsreglerande medel                                  |                                                               |
| E333 | Monokalciumcitrat Dikalciumcitrat Trikalciumcitrat              | Citrat och Tartrat             | Antioxidationsmedel Surhetsreglerande medel Näringsämne                      |                                                               |
| E334 | L-Vinsyra                                                       | Citrat och Tartrat             | Surhetsreglerande medel Jäsmedel Antioxidationsmedel                         |                                                               |
| E335 | Mononatriumtartrat Dinatriumtartrat                             | Citrat och Tartrat             | Surhetsreglerande medel Jäsmedel Bakpulver                                   |                                                               |
| E336 | Monokaliumtartrat Dikaliumtartrat                               | Citrat och Tartrat             | Surhetsreglerande medel Jäsmedel Bakpulver                                   |                                                               |
| E337 | Natriumkaliumtartrat                                            | Citrat och Tartrat             | Surhetsreglerande medel Jäsmedel Bakpulver                                   |                                                               |
| E338 | Fosforsyra                                                      | Citrat och Tartrat             | Antioxidationsmedel Konserveringsmedel                                       | EFSA utreder eventuella hälsorisker ADI = 70 mg/kg kroppsvikt |
| E339 | Mononatriumfosfat Dinatriumfosfat Trinatriumfosfat              | Citrat och Tartrat             | Antioxidationsmedel                                                          | EFSA utreder eventuella hälsorisker                           |
| E340 | Monokaliumfosfat Dikaliumfosfat Trikaliumfosfat                 | Fosfat                         | Antioxidationsmedel                                                          | EFSA utreder eventuella hälsorisker                           |
| E341 | Monokalciumfosfat Dikalciumfosfat Trikalciumfosfat              | Fosfat                         | Klumpförebyggande medel Antioxidationsmedel                                  | EFSA utreder eventuella hälsorisker                           |
| E343 | Monomagnesiumfosfat Dimagnesiumfosfat                           | Fosfat                         | Antioxidationsmedel                                                          | EFSA utreder eventuella hälsorisker                           |
| E350 | Natriummalat Natriumvätemalat                                   | Äppelsyra och Adipat           | Antioxidationsmedel Surhetsreglerande medel                                  |                                                               |
| E351 | Kaliummalat                                                     | Äppelsyra och Adipat           | Antioxidationsmedel Surhetsreglerande medel                                  |                                                               |
| E352 | Kalciummalat kalciumvätemalat                                   | Äppelsyra och Adipat           | Antioxidationsmedel Surhetsreglerande medel                                  |                                                               |
| E353 | Metavinsyra                                                     | Äppelsyra och Adipat           | Förhindrar bildning av vinsten                                               |                                                               |
| E354 | Kalium-L-tartrat                                                | Äppelsyra och Adipat           | Surhetsreglerande medel Jäsmedel Antioxidationsmedel                         |                                                               |
| E355 | Adipinsyra                                                      | Äppelsyra och Adipat           | Antioxidationsmedel Surhetsreglerande medel                                  |                                                               |
| E356 | Natriumadipat                                                   | Äppelsyra och Adipat           | Antioxidationsmedel Surhetsreglerande medel                                  |                                                               |
| E357 | Kaliumadipat                                                    | Äppelsyra och Adipat           | Antioxidationsmedel Surhetsreglerande medel                                  |                                                               |
| E363 | Bärnstenssyra                                                   | Bärnstenssyra och Fumarsyra    | Surhetsreglerande medel Smakförstärkare                                      |                                                               |
| E380 | Triammoniumcitrat                                               | Övriga                         | Antioxidationsmedel Surhetsreglerande medel                                  |                                                               |
| E385 | Kalciumdinatriumetylendiamintetraacetat (Kalciumdinatrium-EDTA) | Övriga                         | Antioxidationsmedel                                                          |                                                               |
| E392 | Extrakt av rosmarin                                             | Övriga                         | Antioxidationsmedel Konserveringsmedel                                       |                                                               |

## Förtjocknings-, stabiliserings- och emulgeringsmedel
| Nr    | Ämne | Grupp            | Funktion                                                | Anmärkning                          |
| ----- | --- | ---------------- | ------------------------------------------------------- | ----------------------------------- |
| E400  | Alginsyra | Alginat          | Förtjockningsmedel                                      |                                     |
| E401  | Natriumalginat | Alginat          | Förtjockningsmedel                                      |                                     |
| E402  | Kaliumalginat | Alginat          | Förtjockningsmedel                                      |                                     |
| E403  | Ammoniumalginat | Alginat          | Förtjockningsmedel                                      |                                     |
| E404  | Kalciumalginat | Alginat          | Förtjockningsmedel                                      |                                     |
| E405  | Propylenglykolalginat | Alginat          | Emulgeringsmedel Stabiliseringsmedel                    |                                     |
| E406  | Agar | Alginat          | Förtjockningsmedel Geleringsmedel                       |                                     |
| E407  | Karragenan | Alginat          | Förtjockningsmedel Geleringsmedel Stabiliseringsmedel   |                                     |
| E407a | Bearbetad Euchemaalg | Alginat          | Förtjockningsmedel Geleringsmedel Stabiliseringsmedel   |                                     |
| E410  | Fruktkärnmjöl | Naturligt gummi  | Förtjockningsmedel Stabiliseringsmedel                  |                                     |
| E412  | Guarkärnmjöl | Naturligt gummi  | Förtjockningsmedel Stabiliseringsmedel                  |                                     |
| E413  | Dragant Tragakant | Naturligt gummi  | Förtjockningsmedel Stabiliseringsmedel                  |                                     |
| E414  | Gummi arabicum Akaciagummi | Naturligt gummi  | Emulgeringsmedel Förtjockningsmedel Stabiliseringsmedel |                                     |
| E415  | Xantangummi | Naturligt gummi  | Förtjockningsmedel Stabiliseringsmedel                  |                                     |
| E416  | Karayagummi | Naturligt gummi  | Stabiliseringsmedel                                     |                                     |
| E417  | Taragummi (Tarakärnmjöl) | Naturligt gummi  | Förtjockningsmedel Stabiliseringsmedel                  |                                     |
| E418  | Gellangummi | Naturligt gummi  | Förtjockningsmedel stabiliseringsmedel                  |                                     |
| E420  | Sorbitol Sorbitolsirap | Övriga naturliga | Förtjockningsmedel Konsistensmedel Sötningsmedel        |                                     |
| E421  | Mannitol | Övriga naturliga | Konsistensmedel Sötningsmedel                           |                                     |
| E422  | Glycerol | Övriga naturliga | Konsistensmedel Tabletthjälpmedel                       |                                     |
| E425  | Konjakgummi konjakglukomannan | Övriga naturliga | Förtjockningsmedel Stabiliseringsmedel                  |                                     |
| E426  | Sojabönshemicellulosa | Övriga naturliga | Förtjockningsmedel Stabiliseringsmedel                  |                                     |
| E427  | Cassiagummi |                  | Geleringsmedel Stabiliseringsmedel                      |                                     |
| E431  | Polyoxietylen(40)stearat | Polyetylenglykol | Stabiliseringsmedel Emulgeringsmedel                    |                                     |
| E432  | Polyoxietylensorbitanmonolaurat (Polysorbat 20)                                                                                      | Polyetylenglykol | Stabiliseringsmedel Emulgeringsmedel                    |                                     |
| E433  | Polyoxietylensorbitanmonooleat (Polysorbat 80)                                                                                       | Polyetylenglykol | Stabiliseringsmedel Emulgeringsmedel                    |                                     |
| E434  | Polyoxietylensorbitanmonopalmitat (Polysorbat 40)                                                                                    | Polyetylenglykol | Stabiliseringsmedel Emulgeringsmedel                    |                                     |
| E435  | Polyoxietylensorbitanmonostearat (Polysorbat 60)                                                                                     | Polyetylenglykol | Stabiliseringsmedel Emulgeringsmedel                    |                                     |
| E436  | Polyoxietylensorbitantristearat (Polysorbat 65)                                                                                      | Polyetylenglykol | Stabiliseringsmedel Emulgeringsmedel                    |                                     |
| E440  | Pektin amiderat pektin | Emulgeringsmedel | Förtjockningsmedel                                      |                                     |
| E441  | tidigare Gelatin betraktas inte som tillsats                                                                                         | Emulgeringsmedel | Förtjocknings-, stabiliserings- och emulgeringsmedel    |                                     |
| E442  | Ammoniumfosfatider | Emulgeringsmedel | Stabiliseringsmedel Emulgeringsmedel                    | EFSA utreder eventuella hälsorisker |
| E444  | Sackarosacetatisobutyrat | Emulgeringsmedel | Förtjocknings-, stabiliserings- och emulgeringsmedel    |                                     |
| E445  | Glycerolestrar av trähartser | Emulgeringsmedel | Förtjocknings-, stabiliserings- och emulgeringsmedel    |                                     |
| E450  | Dinatriumdifosfat trinatriumdifosfat tetranatriumdifosfat Dikaliumdifosfat Tetrakaliumdifosfat Dikalciumdifosfat Monokalciumdifosfat | Fosfat           | Stabiliseringsmedel                                     | EFSA utreder eventuella hälsorisker |
| E451  | Pentanatriumtrifosfat Pentakaliumtrifosfat                                                                                           | Fosfat           | Stabiliseringsmedel                                     | EFSA utreder eventuella hälsorisker |
| E452  | Natriumpolyfosfat Kaliumpolyfosfat Kalciumpolyfosfat Natriumkalciumpolyfosfat                                                        | Fosfat           | Stabiliseringsmedel                                     | EFSA utreder eventuella hälsorisker |
| E459  | Betacyklodextrin | Fosfat           | Förtjocknings-, stabiliserings- och emulgeringsmedel    |                                     |
| E460  | Mikrokristallinisk cellulosa cellulosapulver                                                                                         | Cellulosa        | Förtjockningsmedel Stabiliseringsmedel                  |                                     |
| E461  | Metylcellulosa | Cellulosa        | Förtjockningsmedel Stabiliseringsmedel                  |                                     |
| E462  | Etylcellulosa | Cellulosa        | Förtjockningsmedel Stabiliseringsmedel                  |                                     |
| E463  | Hydroxipropylcellulosa | Cellulosa        | Förtjockningsmedel Stabiliseringsmedel                  |                                     |
| E464  | Hydroxipropylmetylcellulosa | Cellulosa        | Förtjockningsmedel Stabiliseringsmedel                  |                                     |
| E465  | Metyletylcellulosa | Cellulosa        | Förtjockningsmedel Stabiliseringsmedel                  |                                     |
| E466  | Karboximetylcellulosa Natriumkarboximetylcellulosa ("cellulosagummi")                                                                | Cellulosa        | Förtjockningsmedel Stabiliseringsmedel                  |                                     |
| E468  | Tvärbunden natriumkarboximetylcellulosa                                                                                              | Cellulosa        | Förtjocknings-, stabiliserings- och emulgeringsmedel    |                                     |
| E469  | Enzymatiskt hydrolyserad karboximetylcellulosa                                                                                       | Cellulosa        | Förtjocknings-, stabiliserings- och emulgeringsmedel    |                                     |
| E470a | Natrium-, kalium- och kalciumsalter av fettsyror                                                                                     | Fettsyra         | Stabiliseringsmedel Emulgeringsmedel                    |                                     |
| E470b | Magnesiumsalt av fettsyror | Fettsyra         | Stabiliseringsmedel Emulgeringsmedel                    |                                     |
| E471  | Mono- och diglycerider av fettsyror                                                                                                  | Fettsyra         | Emulgeringsmedel                                        |                                     |
| E472a | Mono- och diglyceriders ättiksyraestrar                                                                                              | Fettsyra         | Stabiliseringsmedel Emulgeringsmedel                    |                                     |
| E472b | Mono- och diglyceriders mjölksyraestrar                                                                                              | Fettsyra         | Stabiliseringsmedel Emulgeringsmedel                    |                                     |
| E472c | Mono- och diglyceriders citronsyraestrar                                                                                             | Fettsyra         | Stabiliseringsmedel Emulgeringsmedel                    |                                     |
| E472d | Mono- och diglyceriders vinsyraestrar                                                                                                | Fettsyra         | Stabiliseringsmedel Emulgeringsmedel                    |                                     |
| E472e | Mono- och diglyceriders mono- och diacetylvinsyraestrar                                                                              | Fettsyra         | Stabiliseringsmedel Emulgeringsmedel                    |                                     |
| E472f | Blandade ättik- och vinsyraestrar av mono- och diglycerider                                                                          | Fettsyra         | Stabiliseringsmedel Emulgeringsmedel                    |                                     |
| E473  | Sackarosestrar av fettsyror | Fettsyra         | Emulgeringsmedel                                        |                                     |
| E474  | Sackarosestrar i blandning med mono- och diglycerider av fettsyror                                                                   | Fettsyra         | Emulgeringsmedel                                        |                                     |
| E475  | Polyglycerolestrar av fettsyror | Fettsyra         | Stabiliseringsmedel Emulgeringsmedel                    |                                     |
| E476  | Polyglycerolpolyricinoleat | Fettsyra         | Förtjocknings-, stabiliserings- och emulgeringsmedel    |                                     |
| E477  | Propylenglykolestrar av fettsyror | Fettsyra         | Emulgeringsmedel                                        |                                     |
| E479b | Termiskt oxiderad sojaolja i reaktion med mono- och diglycerider av fettsyror                                                        | Fettsyra         | Emulgeringsmedel                                        |                                     |
| E481  | Natriumstearoyl-2-laktylat | Fettsyra         | Stabiliseringsmedel Emulgeringsmedel                    |                                     |
| E482  | Kalciumstearoyl-2-laktylat | Fettsyra         | Stabiliseringsmedel Emulgeringsmedel                    |                                     |
| E483  | Stearoyltartrat | Fettsyra         | Förtjocknings-, stabiliserings- och emulgeringsmedel    |                                     |
| E491  | Sorbitanmonostearat | Övriga           | Stabiliseringsmedel Emulgeringsmedel                    |                                     |
| E492  | Sorbitantristearat | Övriga           | Stabiliseringsmedel Emulgeringsmedel                    |                                     |
| E493  | Sorbitanmonolaurat | Övriga           | Stabiliseringsmedel Emulgeringsmedel                    |                                     |
| E494  | Sorbitanmonooleat | Övriga           | Stabiliseringsmedel Emulgeringsmedel                    |                                     |
| E495  | Sorbitanmonopalmitat | Övriga           | Stabiliseringsmedel Emulgeringsmedel                    |                                     |

## Antioxidationsmedel och klumpförebyggande medel
| Nr    | Ämne                                                                   | Grupp                  | Funktion                                                    | Anmärkning                                                      |
| ----- | ---------------------------------------------------------------------- | ---------------------- | ----------------------------------------------------------- | --------------------------------------------------------------- |
| E500  | Natriumkarbonat Natriumvätekarbonat (Bikarbonat) Natriumseskvikarbonat | Mineralsyra            | Surhetsreglerande medel                                     |                                                                 |
| E501  | Kaliumkarbonat Kaliumvätekarbonat                                      | Mineralsyra            | Antioxidationsmedel och Klumpförebyggande medel             |                                                                 |
| E503  | Ammoniumkarbonat Ammoniumvätekarbonat                                  | Mineralsyra            | Antioxidationsmedel och Klumpförebyggande medel             |                                                                 |
| E504  | Magnesiumkarbonat Magnesiumhydroxikarbonat                             | Mineralsyra            | Surhetsreglerande medel Klumpförebyggande medel Näringsämne |                                                                 |
| E507  | Saltsyra                                                               | Mineralsyra            | Surhetsreglerande medel                                     |                                                                 |
| E508  | Kaliumklorid                                                           | Mineralsyra            | Antioxidationsmedel och Klumpförebyggande medel             |                                                                 |
| E509  | Kalciumklorid                                                          | Mineralsyra            | Antioxidationsmedel och Klumpförebyggande medel             |                                                                 |
| E511  | Magnesiumklorid                                                        | Klorid och Sulfat      | Näringsämne                                                 |                                                                 |
| E512  | Tennklorid                                                             | Klorid och Sulfat      | Antioxidationsmedel och Klumpförebyggande medel             |                                                                 |
| E513  | Svavelsyra                                                             | Klorid och Sulfat      | Surhetsreglerande medel                                     |                                                                 |
| E514  | Natriumsulfat Natriumvätesulfat                                        | Klorid och Sulfat      | Antioxidationsmedel och Klumpförebyggande medel             |                                                                 |
| E515  | Kaliumsulfat Kaliumvätesulfat                                          | Klorid och Sulfat      | Antioxidationsmedel och Klumpförebyggande medel             |                                                                 |
| E516  | Kalciumsulfat                                                          | Klorid och Sulfat      | Antioxidationsmedel och Klumpförebyggande medel             |                                                                 |
| E517  | Ammoniumsulfat                                                         | Klorid och Sulfat      | Antioxidationsmedel och Klumpförebyggande medel             |                                                                 |
| E520  | Aluminiumsulfat                                                        | Sulfat och Hydroxidjon | Antioxidationsmedel och Klumpförebyggande medel             |                                                                 |
| E521  | Aluminiumnatriumsulfat                                                 | Sulfat och Hydroxidjon | Antioxidationsmedel och Klumpförebyggande medel             |                                                                 |
| E522  | Aluminiumkaliumsulfat                                                  | Sulfat och Hydroxidjon | Antioxidationsmedel och Klumpförebyggande medel             |                                                                 |
| E523  | Aluminiumammoniumsulfat                                                | Sulfat och Hydroxidjon | Antioxidationsmedel och Klumpförebyggande medel             |                                                                 |
| E524  | Natriumhydroxid                                                        | Sulfat och Hydroxidjon | Antioxidationsmedel och Klumpförebyggande medel             |                                                                 |
| E525  | Kaliumhydroxid                                                         | Sulfat och Hydroxidjon | Antioxidationsmedel och Klumpförebyggande medel             |                                                                 |
| E526  | Kalciumhydroxid                                                        | Sulfat och Hydroxidjon | Antioxidationsmedel och Klumpförebyggande medel             |                                                                 |
| E527  | Ammoniumhydroxid                                                       | Sulfat och Hydroxidjon | Antioxidationsmedel och Klumpförebyggande medel             |                                                                 |
| E528  | Magnesiumhydroxid                                                      | Sulfat och Hydroxidjon | Antioxidationsmedel och Klumpförebyggande medel             |                                                                 |
| E529  | Kalciumoxid                                                            | Sulfat och Hydroxidjon | Antioxidationsmedel och Klumpförebyggande medel             |                                                                 |
| E530  | Magnesiumoxid                                                          | Alkalimetall           | Tabletthjälpmedel                                           |                                                                 |
| E535  | Natriumferrocyanid                                                     | Alkalimetall           | Klumpförebyggande medel                                     |                                                                 |
| E536  | Kaliumferrocyanid                                                      | Alkalimetall           | Klumpförebyggande medel                                     |                                                                 |
| E538  | Kalciumferrocyanid                                                     | Alkalimetall           | Klumpförebyggande medel                                     |                                                                 |
| E541  | Natriumaluminiumfosfat, surt                                           | Alkalimetall           | Antioxidationsmedel och Klumpförebyggande medel             |                                                                 |
| E551  | Kiseldioxid                                                            | Silikat                | Klumpförebyggande medel Tabletthjälpmedel                   |                                                                 |
| E552  | Kalciumsilikat                                                         | Silikat                | Klumpförebyggande medel Tabletthjälpmedel                   |                                                                 |
| E553a | Magnesiumsilikat Magnesiumtrisilikat                                   | Silikat                | Klumpförebyggande medel Tabletthjälpmedel                   |                                                                 |
| E553b | Talk                                                                   | Silikat                | Klumpförebyggande medel Tabletthjälpmedel Släppmedel        |                                                                 |
| E554  | Natriumaluminiumsilikat                                                | Silikat                | Klumpförebyggande medel Tabletthjälpmedel                   |                                                                 |
| E555  | Kaliumaluminiumsilikat                                                 | Silikat                | Klumpförebyggande medel Tabletthjälpmedel                   |                                                                 |
| E556  | Kalciumaluminiumsilikat                                                | Silikat                | Klumpförebyggande medel Tabletthjälpmedel                   |                                                                 |
| E558  | Bentonit                                                               | Silikat                | Antioxidationsmedel och Klumpförebyggande medel             | Annullerat p.g.a. att det ej används längre.                    |
| E559  | Aluminiumsilikat                                                       | Silikat                | Klumpförebyggande medel                                     |                                                                 |
| E570  | Fettsyror                                                              | Stearat och Glukonsyra | Klumpförebyggande medel Tabletthjälpmedel                   |                                                                 |
| E574  | Glukonsyra                                                             | Stearat och Glukonsyra | Surhetsreglerande medel                                     |                                                                 |
| E575  | Glukonsyrans deltalakton                                               | Stearat och Glukonsyra | Surhetsreglerande medel                                     |                                                                 |
| E576  | Natriumglukonat                                                        | Stearat och Glukonsyra | Antioxidationsmedel och Klumpförebyggande medel             |                                                                 |
| E577  | Kaliumglukonat                                                         | Stearat och Glukonsyra | Surhetsreglerande medel                                     |                                                                 |
| E578  | Kalciumglukonat                                                        | Stearat och Glukonsyra | Surhetsreglerande medel                                     |                                                                 |
| E579  | Järnglukonat (ferroglukanat)                                           | Stearat och Glukonsyra | Antioxidationsmedel och Klumpförebyggande medel             | Tidigare benämning ES12, ger svart färg i närvaro av garvämnen. |
| E585  | Järnlaktat (ferrolaktat)                                               | Övriga                 | Antioxidationsmedel och Klumpförebyggande medel             | Tidigare benämning ES13, ger svart färg i närvaro av garvämnen. |

## Smakförstärkare
| Nr   | Ämne                         | Grupp        | Funktion                                | Anmärkning |
| ---- | ---------------------------- | ------------ | --------------------------------------- | ---------- |
| E620 | Glutaminsyra                 | Glutaminsyra | Smakförstärkare                         |            |
| E621 | Mononatriumglutamat          | Glutaminsyra | Smakförstärkare                         |            |
| E622 | Monokaliumglutamat           | Glutaminsyra | Smakförstärkare                         |            |
| E623 | Kalciumdiglutamat            | Glutaminsyra | Smakförstärkare                         |            |
| E624 | Monoammoniumglutamat         | Glutaminsyra | Smakförstärkare                         |            |
| E625 | Magnesiumdiglutamat          | Glutaminsyra | Smakförstärkare                         |            |
| E626 | Guanylsyra                   | Glutaminsyra | Smakförstärkare                         |            |
| E627 | Dinatriumguanylat            | Glutaminsyra | Smakförstärkare                         |            |
| E628 | Dikaliumguanylat             | Glutaminsyra | Smakförstärkare                         |            |
| E629 | Kalciumguanylat              | Glutaminsyra | Smakförstärkare                         |            |
| E630 | Inosinsyra                   | Inosinat     | Smakförstärkare                         |            |
| E631 | Dinatriuminosinat            | Inosinat     | Smakförstärkare                         |            |
| E632 | Dikaliuminosinat             | Inosinat     | Smakförstärkare                         |            |
| E633 | Kalciuminosinat              | Inosinat     | Smakförstärkare                         |            |
| E634 | Kalcium-5'-ribonukleotider   | Inosinat     | Smakförstärkare                         |            |
| E635 | Dinatrium-5'-ribonukleotider | Inosinat     | Smakförstärkare                         |            |
| E640 | Glycin, natriumglycinat      | Övriga       | Smakförstärkare Surhetsreglerande medel |            |
| E650 | Zinkacetat                   | Övriga       | Smakförstärkare                         |            |

## Antibiotika
Antibiotika har E-nummer 700-799.

## Övriga tillsatser
| Nr    | Ämne                                                             | Grupp                           | Funktion                                            | Anmärkning                                                                           |
| ----- | ---------------------------------------------------------------- | ------------------------------- | --------------------------------------------------- | ------------------------------------------------------------------------------------ |
| E900  | Dimetylpolysiloxan                                               | Ytbehandlingsmedel              | Skumdämpningsmedel Vattenskyddande medel Smörjmedel |                                                                                      |
| E901  | Bivax                                                            | Ytbehandlingsmedel              | Ytbehandlingsmedel                                  |                                                                                      |
| E902  | Kandellillavax                                                   | Ytbehandlingsmedel              | Ytbehandlingsmedel                                  |                                                                                      |
| E903  | Karnaubavax                                                      | Ytbehandlingsmedel              | Ytbehandlingsmedel                                  |                                                                                      |
| E904  | Shellack                                                         | Ytbehandlingsmedel              | Ytbehandlingsmedel                                  |                                                                                      |
| E905  | Mikrokristallint vax                                             | Ytbehandlingsmedel              | Övriga tillsatser                                   |                                                                                      |
| E907  | Hydrogenerat poly-1-deken                                        | Ytbehandlingsmedel              | Ytbehandlingsmedel Slipmedel                        |                                                                                      |
| E912  | Montansyraestrar                                                 | Ytbehandlingsmedel              | Ytbehandlingsmedel                                  |                                                                                      |
| E913  | Lanolin                                                          | Ytbehandlingsmedel              | Övriga tillsatser                                   |                                                                                      |
| E914  | Oxiderat polyetylenvax                                           | Ytbehandlingsmedel              | Ytbehandlingsmedel                                  |                                                                                      |
| E1205 | Basisk metakrylatsampolymer                                      | Ytbehandlingsmedel              | Övriga tillsatser                                   |                                                                                      |
| E920  | L-cystein                                                        | Mjölbehandlingsmedel            | Mjölbehandlingsmedel                                |                                                                                      |
| E927b | Karbamid                                                         | Mjölbehandlingsmedel            | Övriga tillsatser                                   |                                                                                      |
| E938  | Argon                                                            | Förpackningsgaser och drivgaser | Förpackningsgas                                     |                                                                                      |
| E939  | Helium                                                           | Förpackningsgaser och drivgaser | Förpackningsgas                                     |                                                                                      |
| E941  | Kväve                                                            | Förpackningsgaser och drivgaser | Förpackningsgas                                     |                                                                                      |
| E942  | Dikväveoxid                                                      | Förpackningsgaser och drivgaser | Förpackningsgas                                     |                                                                                      |
| E943a | Butan                                                            | Förpackningsgaser och drivgaser | Övriga tillsatser                                   |                                                                                      |
| E943b | Isobutan                                                         | Förpackningsgaser och drivgaser | Övriga tillsatser                                   |                                                                                      |
| E944  | Propan                                                           | Förpackningsgaser och drivgaser | Övriga tillsatser                                   |                                                                                      |
| E948  | Syre                                                             | Förpackningsgaser och drivgaser | Förpackningsgas                                     |                                                                                      |
| E949  | Väte                                                             | Förpackningsgaser och drivgaser | Förpackningsgas                                     |                                                                                      |
| E950  | Acesulfamkalium (acesulfam K)                                    | Sötningsmedel                   | Sötningsmedel                                       |                                                                                      |
| E951  | Aspartam                                                         | Sötningsmedel                   | Sötningsmedel                                       |                                                                                      |
| E952  | Cyklaminsyra, kalciumcyklamat, natriumcyklamat                   | Sötningsmedel                   | Sötningsmedel                                       |                                                                                      |
| E953  | Isomalt                                                          | Sötningsmedel                   | Konsistensmedel Sötningsmedel                       |                                                                                      |
| E954  | Sackarin, kalciumsackarinat, kaliumsackarinat, natriumsackarinat | Sötningsmedel                   | Sötningsmedel                                       |                                                                                      |
| E955  | Sukralos                                                         | Sötningsmedel                   | Sötningsmedel                                       |                                                                                      |
| E956  | Alitam                                                           | Sötningsmedel                   | Övriga tillsatser                                   |                                                                                      |
| E957  | Taumatin                                                         | Sötningsmedel                   | Sötningsmedel                                       |                                                                                      |
| E959  | Neohesperidindihydrochalkon (neohesperidin DC)                   | Sötningsmedel                   | Sötningsmedel                                       |                                                                                      |
| E960  | Steviolglykosider                                                | Sötningsmedel                   | Övriga tillsatser                                   | Godkänt 2011-12-02 enligt EU-förordning 1131/2011; får tillämpas fr.o.m. 2012-03-29. |
| E961  | Neotam                                                           | Sötningsmedel                   | Övriga tillsatser                                   |                                                                                      |
| E962  | Salt av aspartam och acesulfam                                   | Sötningsmedel                   | Sötningsmedel                                       |                                                                                      |
| E965  | Maltitol, maltitolsirap                                          | Sötningsmedel                   | Konsistensmedel Sötningsmedel                       |                                                                                      |
| E966  | Laktitol                                                         | Sötningsmedel                   | Konsistensmedel Sötningsmedel                       |                                                                                      |
| E967  | Xylitol                                                          | Sötningsmedel                   | Konsistensmedel Sötningsmedel                       |                                                                                      |
| E968  | Erytritol                                                        | Sötningsmedel                   | Övriga tillsatser                                   |                                                                                      |
| E999  | Kvillajaextrakt                                                  | Skummedel                       | Övriga tillsatser                                   |                                                                                      |

## Oklassificerade
| Nr    | Ämne                             | Grupp | Funktion                  | Anmärkning |
| ----- | -------------------------------- | ----- | ------------------------- | ---------- |
| E1103 | Invertas                         |       | Oklassificerade           |            |
| E1105 | Lysozym                          |       | Oklassificerade           |            |
| E1200 | Polydextros                      |       | Sockerersättningsmedel    |            |
| E1201 | Polyvinylpyrrolidon              |       | Tabletthjälpmedel         |            |
| E1202 | Polyvinylpolypyrrolidon          |       | Tabletthjälpmedel         |            |
| E1404 | Oxiderad stärkelse               |       | Oklassificerade           |            |
| E1410 | Monostärkelsefosfat              |       | Oklassificerade           |            |
| E1412 | Distärkelsefosfat                |       | Oklassificerade           |            |
| E1413 | Fosfaterat distärkelsefosfat     |       | Oklassificerade           |            |
| E1414 | Acetylerat distärkelsefosfat     |       | Oklassificerade           |            |
| E1420 | Stärkelseacetat                  |       | Oklassificerade           |            |
| E1422 | Acetylerat distärkelseadipat     |       | Oklassificerade           |            |
| E1440 | Hydroxipropylstärkelse           |       | Oklassificerade           |            |
| E1442 | Hydroxipropyldistärkelsefosfat   |       | Oklassificerade           |            |
| E1450 | Natriumoktenylsuccinatstärkelse  |       | Oklassificerade           |            |
| E1451 | Acetylerad oxiderad stärkelse    |       | Oklassificerade           |            |
| E1505 | Trietylcitrat                    |       | Oklassificerade           |            |
| E1517 | Glyceryldiacetat                 |       | Oklassificerade           |            |
| E1518 | Glyceryltriacetat                |       | Fuktighetsbevarande medel |            |
| E1519 | Bensylalkohol                    |       | Oklassificerade           |            |
| E1520 | Propan-1,2-diol (propylenglykol) |       | Oklassificerade           |            |
| E1521 | Polyetylenglykol 6000 (PEG 6000) |       | Tabletthjälpmedel         |            |